# Heřmanova Huť (rozhledna)
Heřmanova Huť je rozhledna vybudovaná z pivovarského vodojemu, který stojí v Zahradní ulici v obci Heřmanova Huť. Vodojem byl vybudován v roce 1908 pro potřeby pivovaru ve Vlkýši, nádrž nese 6 sloupů s centrálním válcovým dříkem o průměru 1,2 m. Po zániku pivovaru byl využíván pro zemědělskou produkci do roku 1960. V roce 2011 dostal novou fasádu, bylo přistavěno venkovní schodiště a 21. října 2011 byla rozhledna slavnostně otevřena. Vyhlídková plošina je v 16 m, vede k ní 75 schodů, je z ní výhled na Brdy a Český les.